# نهائيات كأس ستانلي 2012
نهائيات كأس ستانلي 2012 هي مجموعة مباريات لتحديد الفائز ببطولة دوري الهوكي الوطني (NHL) لموسم 2011-2012 وتختم تصفيات كأس ستانلي 2012. وهي السنة ال119 التي يتم فيها تقديم كأس ستانلي. حيث تضم المجموعة بطل القسم الشرقي نيوجيرسي ديفلز ضد بطل القسم الغربي لوس أنجلس كينغز. هذه النهائيات تعتبر أول ظهور للوس أنجلس في النهائيات منذ عام 1993، وأول ظهور لنيو جيرسي منذ عام 2003.